# Wolfhart Heinrichs
Wolfhart Peter Heinrichs (* 3. Oktober 1941 in Köln; † 23. Januar 2014) war ein deutscher Islamwissenschaftler, Arabist und Graeco-Arabist.

## Leben
Wolfhart Heinrichs wurde in eine akademische Familie hineingeboren. Sein Vater Matthias Heinrichs war Professor für Althochdeutsch an der Universität Gießen und an der Freien Universität Berlin, seine Mutter, Anne Heinrichs, eine im Alter von 70 Jahren habilitierte Hochschuldozentin für Altnordisch, wurde im Alter von 80 Jahren zum Professor an der Freien Universität Berlin ernannt.
Er besuchte das Friedrich-Wilhelm-Gymnasium in Köln und studierte dann Islamwissenschaft, Semitistik und Philosophie an der dortigen Universität. Nach einem Jahr an der School of Oriental and African Studies in London setzte er sein Studium an den Universitäten Frankfurt und Gießen fort. 1967 wurde er mit einer Dissertation über Hazim Al-Qartagannis Rezeption der aristotelischen Poetik promoviert. Im Anschluss verbrachte er ein Jahr am Orient-Institut Beirut und lehrte anschließend von 1968 bis 1977 an der Universität Gießen. Nach einer Gastprofessor an der Harvard University nahm er dort 1978 eine Festanstellung an. 1980 heiratete er Alma Giese, eine Privatgelehrte und Übersetzerin aus dem Arabischen. 1989 wurde er Mitherausgeber der Neuauflage der Encyclopaedia of Islam, für die er selbst fünfzig Beiträge schrieb. 1996 folgte er Muhsin Mahdi als James Richard Jewett Professor of Arabic an der Harvard University nach.

## Forschungsschwerpunkte
Heinrichs verstand sich als Philologe im wahren Sinne des Wortes. Einer seiner Schwerpunkte war die arabische Dichtung und deren Poetik sowie die arabische Übersetzung der Poetik des Aristoteles. Eine weitere Arbeit war dem neuaramäischen Dialekt Turoyo, andere Arbeiten der arabischen Rhetorik und dem arabischen Prosimetrum gewidmet.

## Schriften (Auswahl)
- Early Ornate Prose and the Rhetorization of Poetry in Arabic Literature. In: Frédérique Woerther (Hrsg.), Literary and Philosophical Rhetoric in the Greek, Roman, Syriac and Arabic Worlds, Hildesheim, Olms 2009, Ss. 215–234.
- (Hrsg. mit Peri Bearman und Bernard G. Weiss): The law applied : contextualizing the Islamic Shari'a: a volume in honor of Frank E. Vogel. London, New York, I.B. Tauris, 2008.
- Der Teil und das Ganze: Die Auto-Anthologie Ṣafī al-Dīn al-Ḥillīs. In: Asiatische Studien 59:3 (2005), Ss. 675–696
- Prosimetrical Genres in Classical Arabic Literature. In: J. Harris und K. Reichl (Hrsg.), Prosimetrum, Cross-Cultural Perspectives on Narrative in Prose and Poetry. Cambridge, D.S. Brewer, 1997, Ss. 249–275
- (Hrsg. mit J. Christoph Bürgel) Orientalisches Mittelalter. Wiesbaden, AULA-Verlag, 1990.
- (Hrsg.) Studies in Neo-Aramaic. Atlanta, Ga., Scholars Press, 1989.
- (Hrsg.) Naǧm-ad-Dīn Sulaimān Ibn-ʿAbd-al-Qawī aṭ-Ṭūfī, Das Banner der Fröhlichkeit über die Wissenschaft vom Disput (ʿAlam al-ǧaḏal fī ʿilm al-ǧadal), 1987, in MENAdoc (= Bibliotheca Islamica Bd. 32).
- The hand of the northwind. Opinions on metaphor and the early meaning of istiʼāra in Arabic poetics. Wiesbaden, Steiner, 1977.
- Arabische Dichtung und griechische Poetik. Hāzim al-Qartāğannīs Grundlegung der Poetik mit Hilfe aristotelischer Begriffe. Wiesbaden, F. Steiner in Komm. 1969.